# Milice
Milice je slovenski komični film iz leta 1997 v režiji in po scenariju Saša Đukića. V predvolilnem času se oblastniki poskušajo na vsak način obdržati na oblasti, kar jih uspeta preprečiti dva dobrohotna miličnika. 

## Igralci
- Sašo Đukič kot dolenjski mafijec Darčk
- Franci Kek kot miličnik Janez
- Jani Muhič kot miličnik Franci
- Rok Jožef kot Mehmed Điđo Supermen
- Petra Škerlj kot županja Mafalda Golden
- Sebastijan Ajdišek kot Rom Romeo
- Franc Adam
- Fani Eršte kot tajnica na občini